# Georges Poulet
Pour les articles homonymes, voir Poulet.
Georges Poulet (Chênée, 1902 – Bruxelles, 1991) est un critique littéraire belge, associé à l'école de Genève. Auteur de la tétralogie intitulée Études sur le temps humain, Poulet rejette l'approche formaliste de la critique textuelle et suggère d'étudier en premier lieu la conscience de l'auteur, notamment à travers sa perception de la durée.

## Biographie
Georges Poulet naquit à Chênée, près de Liège. Il était le frère cadet de Robert Poulet. Après avoir obtenu son doctorat à l'Université de Liège en 1927, il enseigna à l'Université d'Édimbourg. En 1952, Poulet devint professeur de littérature française à l'Université Johns-Hopkins. Il enseigna plus tard à l'Université de Zurich et à celle de Nice.
Tout en n'étant pas enseignant à l'Université de Genève, Poulet travaillait en étroite collaboration avec l'école de critique littéraire dite « école de Genève », qui comprenait des critiques tels que Marcel Raymond, Albert Béguin, Jean Rousset, Jean Starobinski ou Jean-Pierre Richard. Il était également influencé par les œuvres critiques de Jacques Rivière, Charles Du Bos, Wilhelm Dilthey et Friedrich Gundolf.
Le premier volume de ses Études sur le temps humain parut en 1949, en France, et reçut le prix Sainte-Beuve en 1950. Le deuxième volume, La Distance intérieure, obtint le Grand Prix de la Critique littéraire. Les deux autres volumes furent publiés en 1964 et 1968. Dans cette tétralogie, Poulet étudie l'expérience de la temporalité chez des auteurs comme Molière, Proust, Flaubert, Montaigne, René Char ou Baudelaire pour y chercher l'expression de ce qu'il appelle le cogito, ou la conscience, de chaque écrivain.
Le fonds d'archives de Georges Poulet se trouve aux Archives littéraires suisses à Berne.
L’Académie française lui décerne le prix Archon-Despérouses en 1952 et le prix de la critique en 1972 pour l’ensemble de son œuvre.

## Publications
- Études sur le temps humain, Plon, 1949 (Prix Sainte-Beuve 1951; Pocket, « Agora », 1989
- La Distance intérieure (Études sur le temps humain, vol. 2), Plon, 1952 ; Pocket, « Agora »,
- Le Point de départ (Études sur le temps humain, vol. 3), 1964 ; Pocket, « Agora », 1989
- Mesure de l’instant (Études sur le temps humain, vol. 4), Plon, 1968 ; Pocket, « Agora », 1990
- Les Métamorphoses du cercle, préface de Jean Starobinski, Plon, 1961 ; Flammarion, coll. « Champs », 1979
- L'Espace proustien, Gallimard, 1963
- Benjamin Constant par lui-même, Seuil, 1968
- Trois Essais de mythologie romantique
- Les Chemins actuels de la critique : colloque du Centre culturel international de Cerisy-la-Salle, septembre 1966
- La Conscience critique (prix quinquennal de l'essai 1976)
- Entre moi et moi : Essais critiques sur la conscience de soi, José Corti, 1977
- La poésie éclatée : Baudelaire - Rimbaud, PUF, 1980
- La Pensée indéterminée, 3 vol., PUF, 1985-1990
  - De la Renaissance au romantisme
  - Du romantisme au début du XXe siècle
  - De Bergson à nos jours